# Douglas DC-1
DC-1 (Douglas Commercial 1) – amerykański prototypowy samolot pasażerski. Pierwszy samolot z linii Douglas Commercial. Wyprodukowano tylko 1 egzemplarz. Na jego bazie zbudowano wersję produkcyjną DC-2.

## Historia

### Geneza
31 marca 1931 roku, należący do linii lotniczej Transcontinental and Western Air (późniejsze Trans World Airlines) Fokker F-10 z sześcioma pasażerami na pokładzie i dwuosobową załogą, rozbił się tuż po starcie z lotniska w Kansas City w Missouri. Wszyscy obecni na pokładzie zginęli. Przyczyną katastrofy było urwanie się drewnianego skrzydła samolotu w trakcie lotu. Katastrofa odbiła się szerokim echem w ówczesnej amerykańskiej prasie. Na pokładzie znajdował się ceniony gracz a następnie trener drużyny futbolowej Uniwersytetu w Notre Dame, Knute Rockne. Efektem katastrofy było wydanie przez amerykański nadzór lotniczy przepisów, nakładających na przewoźników obowiązek częstej kontroli drewnianych struktur skrzydeł ówczesnych samolotów pasażerskich. Kontrole były na tyle czasochłonne i kosztowne, iż doprowadziły do niemal całkowitego wycofania z obsługi pasażerskich połączeń lotniczych maszyn o drewnianej konstrukcji, takich jak np. Fokker F-10. Ich miejsce zajęły pasażerskie maszyny o wytrzymalszej, metalowej konstrukcji. Chcąc ratować swoją reputacje i będąc zmuszonym do odnowienia swojej floty, TWA rozpoczęła poszukiwania następców maszyn o drewnianej konstrukcji, głównie był to model Fokker F.VII. W kręgu zainteresowań znalazł się metalowy Boeing 247. Jednak z powodu przejęcia całej produkcji przez Boeing Air Transport, późniejsze linie United Airlines, samolot był poza zasięgiem TWA.

### Projekt
Brak możliwości pozyskania istniejącej już konstrukcji, skłoniły TWA do rozpisania konkursu na całkowicie nowy samolot pasażerski. Wymagania jakie stawiały przed nową maszyną TWA obejmowały metalową konstrukcję skrzydeł i kadłuba, trzy silnik Wasp o mocy 500 - 550 KM, maksymalną masę startową rzędu 6440 kg. Zdolność do lotów nocnych, pojemność zbiorników paliwa umożliwiająca lot na odległość 1737 km z prędkością 241 km/h. Prędkość maksymalna miała wynosić 297 km/h a przelotowa 235 km/h. Samolot z dwuosobową załogą miał zabierać na pokład dwunastu pasażerów. Wyposażenie miało obejmować chowane podwozie. TWA wymagała również aby samolot mógł się utrzymać w powietrzu i bezpiecznie wylądować z niesprawnym jednym silnikiem. Dostarczony przez Douglasa prototyp przewyższał te wymagania, mimo wyposażenia w jedynie 2 silniki. Samolot wyposażony był w śmigła z łopatami o zmiennym skoku. Komfort pasażerów zwiększony był przez wytłumienie kabiny.
Podczas półrocznego testowania samolot odbył ponad 200 lotów, które wykazały wyższość DC-1 nad popularnymi samolotami tamtego okresu (Fokker F.VII, Ford Trimotor). DC-1 był w stanie przelecieć Stany Zjednoczone, z zachodniego na wschodnie wybrzeże, w 13 godzin i 5 minut. W kwietniu 1935 pobił rekord prędkości na trasie z Los Angeles do Nowego Jorku, pokonując ją w czasie 11 godzin i 5 minut.
TWA zaakceptowało prototyp, z pewnymi modyfikacjami (zwiększenie liczby miejsc do 14, mocniejsze silniki) i złożyło zamówienie na 20 sztuk. Doprowadziło to do powstania DC-2.
W 1935 samolot został sprzedany hiszpańskim liniom Líneas Aéreas Postales Españolas. W 1940 uległ wypadkowi i nie został naprawiony.